# Szarvasvadászat
A szarvasvadászat (stag hunt) elnevezésű dilemma a játékelméleti alapjátszmák egyike, amely a biztonság és a szociális együttműködés közötti választás helyzetét modellezi. Az alapgondolat Jean-Jacques Rousseau-tól származik: két vadásznak azt kell eldöntenie, hogy szarvasra vagy nyúlra akar-e vadászni. A szarvas értékesebb a nyúlnál, de csak akkor tudják elejteni, ha együttműködnek, míg nyulat egymagában is tud lőni bármelyikük. A döntést külön-külön kell meghozniuk, anélkül, hogy megbeszélnék egymással. Ha az egyik egymaga indul szarvast lőni, üres kézzel tér haza. Noha mindkét vadász jobban jár, ha együttműködnek, mindkettőjük számára kockázatosabb is, mint nyúlra vadászni – ha nem bíznak meg kellőképp egymásban, mindketten nyúlra fognak vadászni, ezzel elesve a lehetséges nagyobb zsákmánytól.

## Példa
Az A vadász 4 pontot nyerhet azzal, ha a szarvas mellett dönt, és B vadász is szarvasra vadászik, ellenben nem szerez pontot, ha B inkább a biztos nyúlra megy. Amennyiben A nyúlra kezd vadászni, 3 pontot nyerhet, ha B szarvassal próbálkozik, és mindössze 2 pontot, ha B is nyúlra megy (hiszen így a dicsőség is megoszlik közöttük).
|                  | A szarvasra megy     | A nyúlra megy        |
| ---------------- | -------------------- | -------------------- |
| B szarvasra megy | A: 4 pont, B: 4 pont | A: 3 pont, B: 0 pont |
| B nyúlra megy    | A: 0 pont, B: 3 pont | A: 2 pont, B: 2 pont |

## Általános alak
|            | A kooperál           | A verseng            |
| ---------- | -------------------- | -------------------- |
| B kooperál | A: w pont, B: W pont | A: x pont, B: Y pont |
| B verseng  | A: y pont, B: X pont | A: z pont, B: Z pont |

A szarvasvadászat kifizetési mátrixát a következő egyenlőtlenségek jellemzik:
w > x ≥ z > y
W > X ≥ Z > Y

## Elemzés
A szarvasvadászatban két egyensúlyi tiszta stratégia van: amikor mindkét vadász szarvast lőni indul, és amikor mindkettő nyúlra vadászik. Mindkét vadász számára a szarvas a kedvezőbb, vagyis az a Hicks-optimális kimenetel. A kevésbé hatékony egyensúlyi helyzet azonban mindkét vadász számára kevésbé kockázatos.
A két tiszta stratégia mellett létezik még egy egyensúlyi kevert stratégia is; a helyzete a kifizetések pontos értékétől függ, de a szarvas választásának esélye nem lehet benne 1/2-nél nagyobb.

## Jelentőség
A szarvasvadászat a fogolydilemmához hasonlóan a bizalom fontosságát mutatja társadalmi együttműködésben. A két játék szorosan összefügg: a fogolydilemma szarvasvadászattá válik, ha a versengés nyereségét a kooperációé alá csökkentjük, például azáltal, hogy valamilyen büntetést rovunk ki a versengőre.
A szarvasvadászat azt példázza, hogy bizonyos kölcsönösen előnyös kapcsolatok nem működnek, ha nincs meg a kellő bizalom. A fejlett társadalmakban komoly intézményrendszer alakult ki ennek a bizalomnak a közvetítésére; például amikor valaki hitelkártyával vásárol egy boltban, az eladónak meg kell bíznia abban, hogy valóban fizetni fog. Noha nem ismerik egymást, az eladó bízik a hitelkártyát kiadó cégben, az pedig az ügyfelében, így közvetíti a bizalmat. Egyes közgazdászok, például Steve Knack és Paul Seabright szerint a gazdag és szegény országok közötti különbség oka pontosan ennek a bizalmi intézményrendszernek a megléte illetve megnemléte.
A másik kimenetel például egy tőzsdén fordulhat elő, amikor egyre többen adják el a részvényüket, és ettől egyre csökken annak az ára. Ilyenkor minden részvényes dönthet, hogy eladja a magáét, mielőtt tovább csökken az ára, vagy megtartja, abban bízva, hogy a többiek is így döntenek, és az ár újra emelkedni kezd. Hasonló jelenség figyelhető meg akkor is, amikor az ügyfelek tömegesen veszik ki egy bankból a pénzt.

## Külső hivatkozások
- Brian Skyrms: The stag hunt